# Les Lucs-sur-Boulogne
Pour les articles homonymes, voir Boulogne.
Les Lucs-sur-Boulogne est une commune française située dans le département de la Vendée, en région Pays de la Loire.
Ses habitants sont appelés les Beucquots-Lucquois. Si « Lucquois » provient du nom de la commune en elle-même, le terme « Beucquots » est quant à lui dérivé du nom d'un outil d'extraction de granit, la « chèvre » ou « beucque » en poitevin.

## Géographie
Le territoire municipal des Lucs-sur-Boulogne s'étend sur 5 320 hectares. L'altitude moyenne de la commune est de 63 mètres, avec des niveaux fluctuant entre 29 et 80 mètres,.
La commune des Lucs-sur-Boulogne est située au nord du département.
| Legé (Loire-Atlantique) | Rocheservière         | Mormaison (Montréverd) Saint-Sulpice-le-Verdon (Montréverd) |
| Saint-Étienne-du-Bois   | des Lucs-sur-Boulogne | Saint-Denis-la-Chevasse                                     |
|                         | Beaufou               | Saligny (Bellevigny)                                        |

### Climat
Pour des articles plus généraux, voir Climat des Pays de la Loire et Climat de la Vendée.
En 2010, le climat de la commune est de type climat océanique franc, selon une étude du CNRS s'appuyant sur une série de données couvrant la période 1971-2000. En 2020, Météo-France publie une typologie des climats de la France métropolitaine dans laquelle la commune est exposée à un climat océanique et est dans la région climatique  Bretagne orientale et méridionale, Pays nantais, Vendée, caractérisée par une faible pluviométrie en été et une bonne insolation.
Pour la période 1971-2000, la température annuelle moyenne est de 12 °C, avec une amplitude thermique annuelle de 14 °C. Le cumul annuel moyen de précipitations est de 866 mm, avec 12,5 jours de précipitations en janvier et 6,8 jours en juillet. Pour la période 1991-2020, la température moyenne annuelle observée sur la station météorologique de Météo-France la plus proche, sur la commune de Palluau à 10 km à vol d'oiseau, est de 12,6 °C et le cumul annuel moyen de précipitations est de 928,6 mm,. Pour l'avenir, les paramètres climatiques de la commune estimés pour 2050 selon différents scénarios d'émission de gaz à effet de serre sont consultables sur un site dédié publié par Météo-France en novembre 2022.

## Urbanisme

### Typologie
Au 1er janvier 2024, Les Lucs-sur-Boulogne est catégorisée bourg rural, selon la nouvelle grille communale de densité à sept niveaux définie par l'Insee en 2022.
Elle appartient à l'unité urbaine de Les Lucs-sur-Boulogne, une unité urbaine monocommunale constituant une ville isolée,. Par ailleurs la commune fait partie de l'aire d'attraction de La Roche-sur-Yon, dont elle est une commune de la couronne,. Cette aire, qui regroupe 45 communes, est catégorisée dans les aires de 50 000 à moins de 200 000 habitants,.

### Occupation des sols
L'occupation des sols de la commune, telle qu'elle ressort de la base de données européenne d’occupation biophysique des sols Corine Land Cover (CLC), est marquée par l'importance des territoires agricoles (95,3 % en 2018), en diminution par rapport à 1990 (96,3 %). La répartition détaillée en 2018 est la suivante : 
terres arables (57,9 %), zones agricoles hétérogènes (20,3 %), prairies (17,1 %), zones urbanisées (2,9 %), forêts (1,6 %), mines, décharges et chantiers (0,3 %). L'évolution de l’occupation des sols de la commune et de ses infrastructures peut être observée sur les différentes représentations cartographiques du territoire : la carte de Cassini (XVIIIe siècle), la carte d'état-major (1820-1866) et les cartes ou photos aériennes de l'IGN pour la période actuelle (1950 à aujourd'hui).

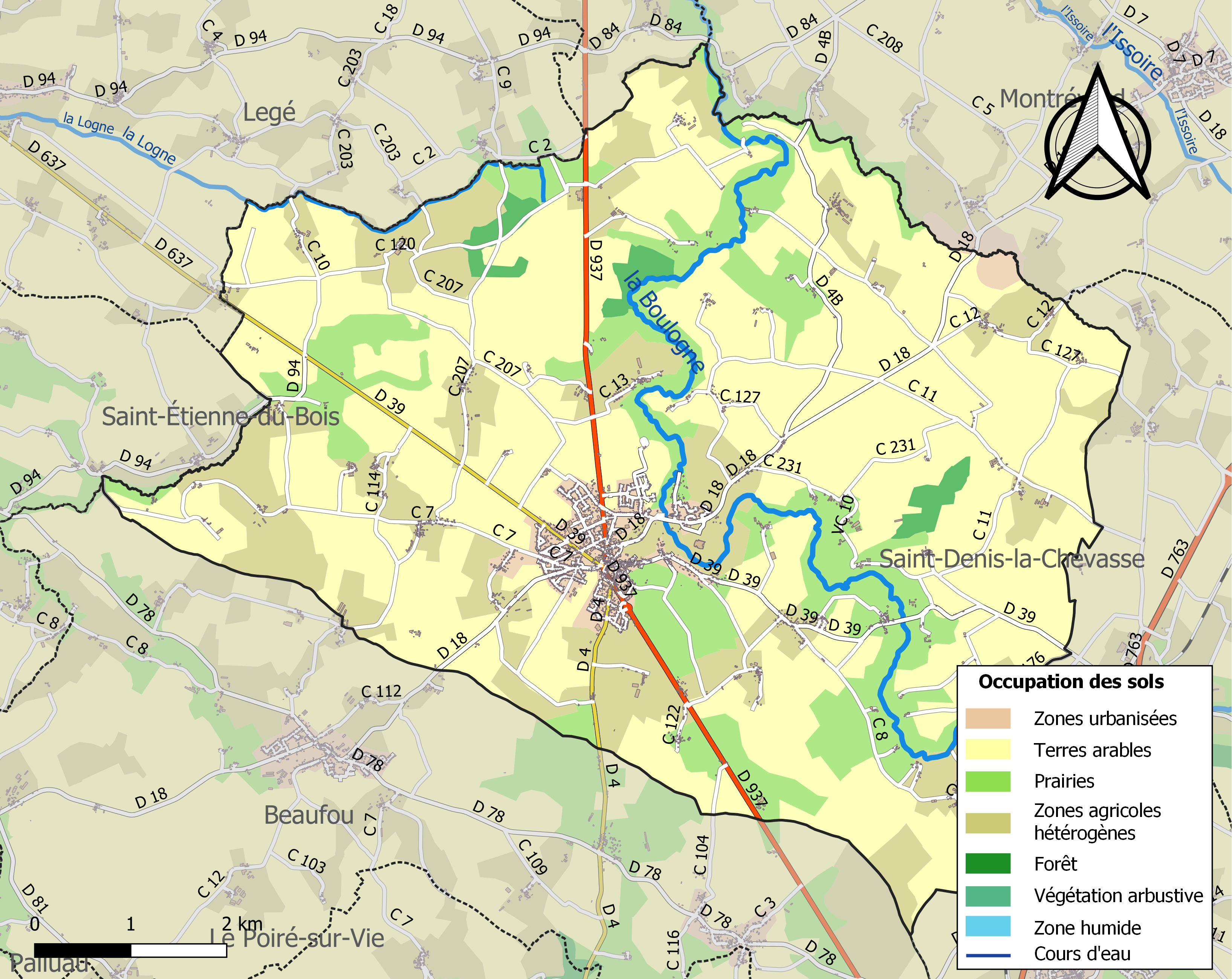
Carte des infrastructures et de l'occupation des sols de la commune en 2018 (CLC).

## Environnement
Les Lucs-sur-Boulogne a obtenu trois fleurs au Concours des villes et villages fleuris (palmarès 2007, confirmée en 2017), puis une quatrième en 2022.

## Histoire
On remonte les origines du site dès la période gallo-romaine. D'après l'étymologie, le nom Lucus signifiait « Bois Sacré ». On pense que cette implantation aurait été un site religieux important chez les populations celtiques locales. On a d'ailleurs retrouvé à l'emplacement de la Motte du Petit-Luc, un autel de pierre de cette période qui aurait servi à un culte druidique.
Plus récemment, la commune des Lucs-sur-Boulogne est célèbre pour la mémoire qu’elle entretient du massacre de sa population, perpétré le 28 février 1794 par les colonnes infernales au cours des guerres de Vendée. Les plaques mortuaires de la chapelle du Petit-Luc portent les noms de 564 habitants massacrés à cette occasion, dont 147 enfants.
On peut y visiter le Mémorial de la Vendée, qui commémore cet événement. À l'occasion de son inauguration en 1993, Alexandre Soljénitsyne prononça un discours où il fit un parallèle entre l'esprit qui animait les hommes politiques appliquant la Terreur et le totalitarisme soviétique.
Le 18 juin 1861, une loi attribue une partie du territoire de la commune des Lucs-sur-Boulogne à Legé, dans la Loire-Inférieure, modifiant les limites des départements.

## Héraldique
| Blason | Blasonnement : De gueules à la fasce ondée d'argent chargée d'une couronne princière soudée d'or, au franc-canton d'argent chargé d'une croix partie d'or et de sinople. |

## Politique et administration

### Liste des maires
| Période                                  | Période                  | Identité           | Étiquette       | Qualité |
| ---------------------------------------- | ------------------------ | ------------------ | --------------- | --- |
| ?                                        | ?                        | Alexandre Renaudin | Conservateur    | Propriétaire Conseiller général du canton du Poiré-sur-Vie (1927 → 1940) Nommé conseiller départemental en 1943                                                      |
| Les données manquantes sont à compléter. |                          |                    |                 | |
| 8 mars 1959                              | mars 1965                | Pierre Parois      |                 | |
| mars 1965                                | 8 avril 1998 (démission) | Paul Bazin,        | DVD puis UDF-AD | Pharmacien retraité Conseiller régional des Pays de la Loire [Quand ?] Conseiller général du canton du Poiré-sur-Vie (1967 → 2004) Vice-président du conseil général |
| 8 avril 1998                             | 18 mars 2001             | Jeannine Fournier  |                 | |
| 18 mars 2001                             | En cours                 | Roger Gaborieau    | SE-DVD          | Imprimeur retraité 4e vice-président de la CC de Vie-et-Boulogne (2017 → ) Réélu pour le mandat 2020-2026                                                            |
| Les données manquantes sont à compléter. |                          |                    |                 | |

## Population et société

### Démographie

#### Évolution démographique
L'évolution du nombre d'habitants est connue à travers les recensements de la population effectués dans la commune depuis 1800. Pour les communes de moins de 10 000 habitants, une enquête de recensement portant sur toute la population est réalisée tous les cinq ans, les populations de référence des années intermédiaires étant quant à elles estimées par interpolation ou extrapolation. Pour la commune, le premier recensement exhaustif entrant dans le cadre du nouveau dispositif a été réalisé en 2008.

En 2022, la commune comptait 3 671 habitants, en évolution de +7,12 % par rapport à 2016 (Vendée : +5,33 %, France hors Mayotte : +2,11 %).
| 1800  | 1806  | 1821  | 1831  | 1836  | 1841  | 1846  | 1851  | 1856  |
| ----- | ----- | ----- | ----- | ----- | ----- | ----- | ----- | ----- |
| 1 211 | 1 486 | 2 196 | 2 250 | 2 532 | 2 558 | 2 680 | 2 643 | 2 636 |

| 1861  | 1866  | 1872  | 1876  | 1881  | 1886  | 1891  | 1896  | 1901  |
| ----- | ----- | ----- | ----- | ----- | ----- | ----- | ----- | ----- |
| 2 757 | 2 528 | 2 477 | 2 624 | 2 579 | 2 673 | 2 705 | 2 758 | 2 829 |

| 1906  | 1911  | 1921  | 1926  | 1931  | 1936  | 1946  | 1954  | 1962  |
| ----- | ----- | ----- | ----- | ----- | ----- | ----- | ----- | ----- |
| 2 801 | 2 764 | 2 325 | 2 254 | 2 244 | 2 217 | 2 153 | 2 150 | 2 142 |

| 1968  | 1975  | 1982  | 1990  | 1999  | 2006  | 2008  | 2013  | 2018  |
| ----- | ----- | ----- | ----- | ----- | ----- | ----- | ----- | ----- |
| 2 068 | 2 213 | 2 342 | 2 629 | 2 702 | 3 113 | 3 231 | 3 340 | 3 498 |

| 2022  | - | - | - | - | - | - | - | - |
| ----- | - | - | - | - | - | - | - | - |
| 3 671 | - | - | - | - | - | - | - | - |

#### Pyramide des âges
En 2018, le taux de personnes d'un âge inférieur à 30 ans s'élève à 36,0 %, soit au-dessus de la moyenne départementale (31,6 %). À l'inverse, le taux de personnes d'âge supérieur à 60 ans est de 24,7 % la même année, alors qu'il est de 31,0 % au niveau départemental.
En 2018, la commune comptait 1 742 hommes pour 1 756 femmes, soit un taux de 50,20 % de femmes, légèrement inférieur au taux départemental (51,16 %).
Les pyramides des âges de la commune et du département s'établissent comme suit.
| Hommes | Classe d’âge | Femmes |
| ------ | ------------ | ------ |
| 0,6    | 90 ou +      | 2,4    |
| 6,8    | 75-89 ans    | 10,5   |
| 14,6   | 60-74 ans    | 14,5   |
| 21,1   | 45-59 ans    | 19,1   |
| 19,0   | 30-44 ans    | 19,3   |
| 17,9   | 15-29 ans    | 14,4   |
| 20,1   | 0-14 ans     | 19,8   |

| Hommes | Classe d’âge | Femmes |
| ------ | ------------ | ------ |
| 0,8    | 90 ou +      | 2,2    |
| 8,7    | 75-89 ans    | 11,1   |
| 20,3   | 60-74 ans    | 21,3   |
| 20     | 45-59 ans    | 19,4   |
| 17,5   | 30-44 ans    | 16,8   |
| 15     | 15-29 ans    | 13,2   |
| 17,7   | 0-14 ans     | 16,1   |

### Sport[28]
- Basket Vie & Boulogne

- USBL Football

- Judo Club Lucquois

- AVKS – Karaté

- Famille Rurale :
  - Danse
  - Gym au sol enfants 6-11 ans / Gym douce adultes
  - MULTISPORTS pour les enfants de 4 à 10 ans
  - Yoga - relaxation

- Volley Loisir Lucquois
- Tennis Club Les Lucs
- Amicale Bouliste

- Palet Lucquois
- Les Randonneurs Lucquois

## Lieux et monuments

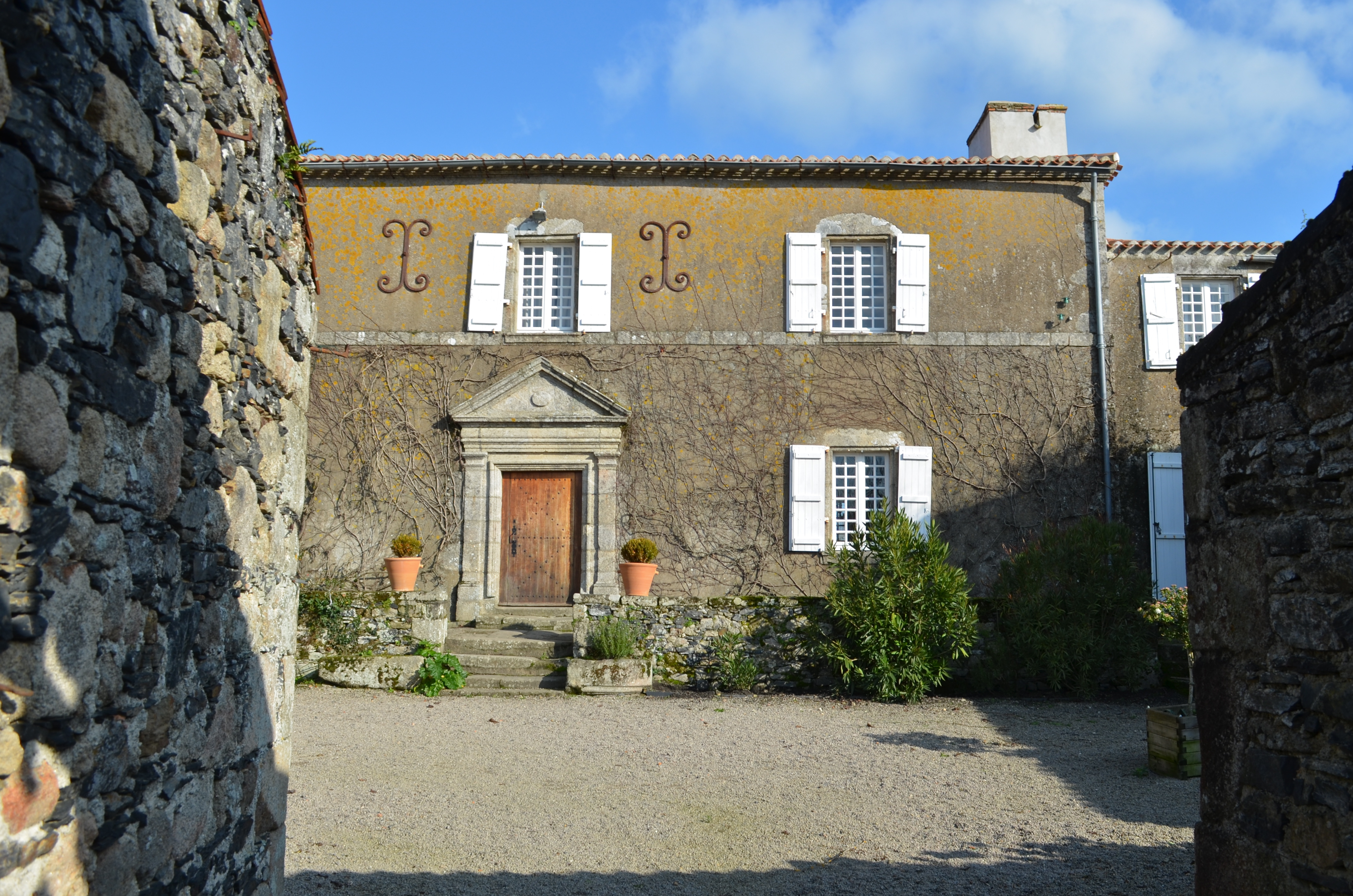
Presbytère du Petit-Luc.

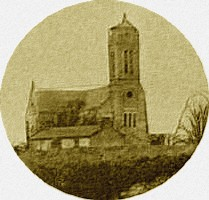
L'église des Lucs-sur-Boulogne.

La commune compte deux monuments historiques :
- l'ancien presbytère du Petit-Luc, inscrit par arrêté du 2 août 1958[29] ;
- des mottes féodales et un ancien château-fort, inscrit par arrêté du 2 juin 1988[30].

Autres sites et monuments :
- Chapelle du Petit-Luc, sur une colline dominant la Boulogne ;
- Le mémorial de la Vendée ;
- L'historial de la Vendée ;
- Église Saint-Pierre du Grand-Luc.

## Pour approfondir